# Cactosoma asperum
Cactosoma asperum is een zeeanemonensoort uit de familie van de Halcampidae. De wetenschappelijke naam van de soort is voor het eerst geldig gepubliceerd in 1918 door Stephenson.